# ウィリアム・ウィテーカー
ウィリアム・ウィテーカー（William Whitaker、1836年5月4日 - 1925年1月15日）は、イギリスの地質学者である。地下水などを地質学的に扱う水文地質学（Hydrogeology）のイギリスにおけるパイオニアである。
ロンドンで生まれた。ユニヴァーシティ・カレッジ・ロンドンで学び化学の学位を得た。英国地質調査所で働き、水源に関する調査などを行った。多くの著作の内、1889年の The Geology of London and of Part of the Thames Valley などで、「イギリスの水文地質学の父」と呼ばれることになった。
地質学者協会 (Geologists' Association) の会長を務め、1898年から2年間、ロンドン地質学会の会長を務めた。

## 受賞歴
- 1886年: マーチソン・メダル（ロンドン地質学会）
- 1906年: プレストウィッチ・メダル（ロンドン地質学会）
- 1923年: ウォラストン・メダル（ロンドン地質学会）